# دهقان (إيران)
دهقان (بالفارسية: دهاقان) هي منطقة سكنية تقع في إيران في البلدة المركزية. يقدر عدد سكانها بـ 16,899 نسمة .